# Pietra verrucana
La pietra verrucana o verrucano è un insieme di rocce metamorfiche di origine sedimentaria.

## Geologia
Il nome deriva dal Monte Verruca, nel Monte Pisano, dove si trovano vasti affioramenti di tale roccia e che fu studiato dal geologo pisano Paolo Savi nel 1832 che coniò il nome della formazione geologica.
Compongono la roccia conglomerati quarzosi, anageniti, quarziti, filladi e scisti pelitici, con il colore che può variare dal rosso violaceo al grigio-verde. 

### Formazione della Verruca

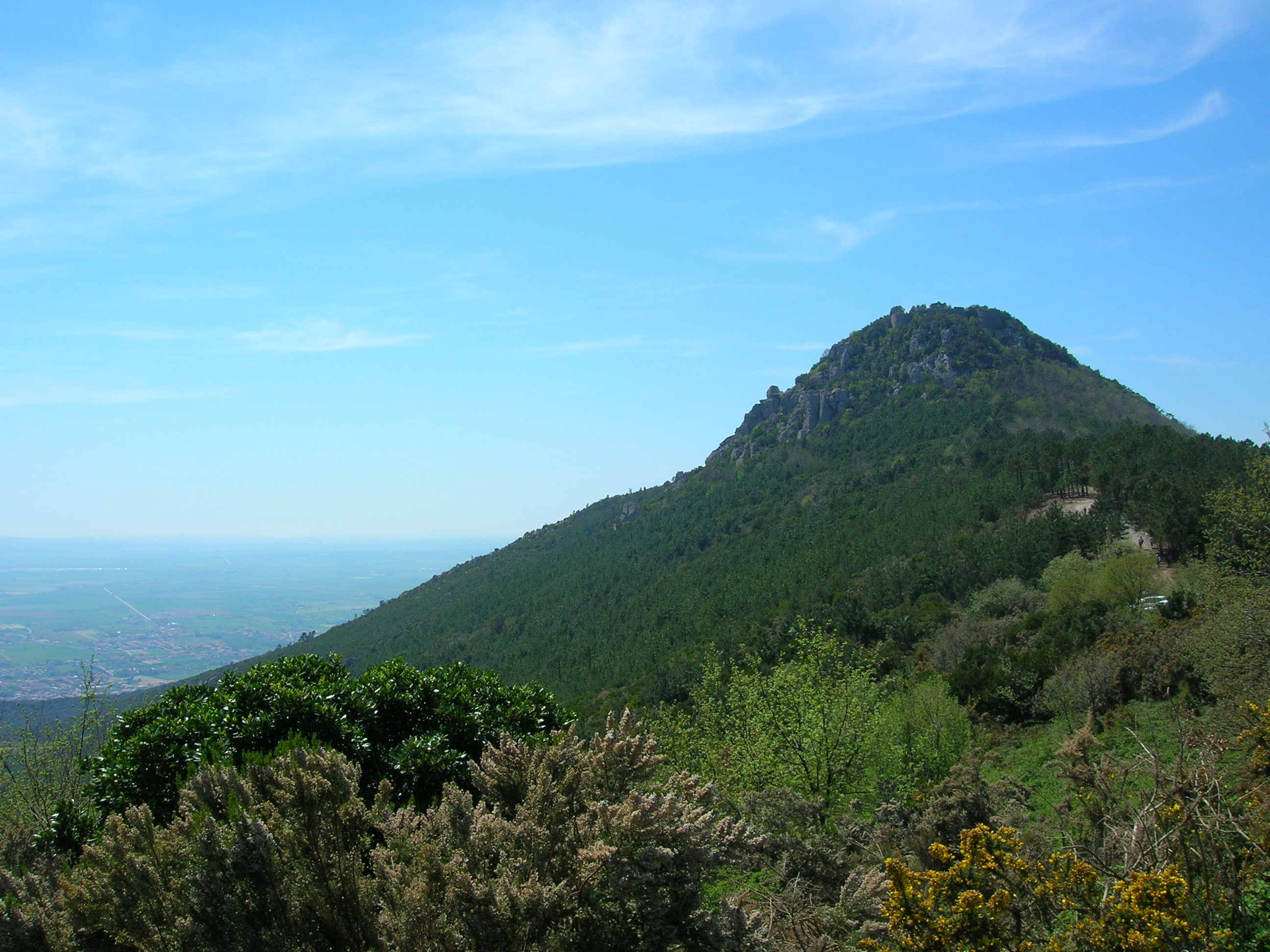
Rocca della Verruca

Questa formazione di depositi terrigeni di ambiente continentale di età Anisico-Ladinico, è classicamente suddivisa in tre membri:
- Membro delle Anageniti Grossolane

affiora generalmente al nucleo di anticlinali. Si tratta di conglomerati di origine fluviale contenenti clasti arrotondati in prevalenza quarzosi, spesso di colore rosato.
- Membro degli Scisti violetti

in netto contatto stratigrafico con il precedente membro, affiora estesamente. Appare costituito quasi esclusivamente da filladi e filladi quarzitiche a grana fine, di colore violetto, talvolta con plaghette cloritiche che si presentano macroscopicamente come macchie verdastre. La stratificazione è difficilmente distinguibile.
- Membro delle Anageniti minute

il passaggio graduale dal precedente membro rende difficile stabilire il limite con gli scisti violetti. Si tratta di alternanze, in proporzioni variabili di metarenarie e quarziti biancastre, con filladi violette del tutto identiche a quelle precedentemente descritte. I litotipi più grossolani sono frequentemente foliati, ma sono talvolta osservabili anche strutture sedimentarie come stratificazioni incrociate e superfici di canalizzazione.

## Impiego
La varietà più nota delle quarziti è il grigio verdastro chiaro ed è una pietra massicciamente usata nell'edilizia medievale di Lucca e Pisa e delle altre città vicine (Livorno in particolare), soprattutto per la costruzione di strutture portanti di chiese, palazzi e torri.